# جيبور
جَيبور أو (نقحرة: جايبور) (الهندية: जयपुर) (الأردية : جے پور), أيضا معروفة باسم المدينة الوردية، هي عاصمة ولاية راجستان وأكبر من راجستان نفسها. تقع في شرق الهند في الحدود مع باكستان، وتبعد عن مدينة دلهي نحو ساعة.
خلال الحكم البريطاني في الهند كانت جودبور عاصمة للدولة ماروار الأميرية. أسسها المهراجا ساواي جاي سينغ الثاني يوم 18 نوفمبر 1727، بتصميم المهندس المعماري فيديادار بهاتشاريا وبالاعتماد على القواعد الهندوسية القديمة، وهي مقسمة إلى 9 مربعات، تشكل مزيج من الفن المغولي والفن الراجستاني، وهي أول مدينة مخطط لها في الهند.
اليوم يبلغ عدد سكان المدينة أكثر من 3.5 مليون نسمة. المدينة تلفت الانتباه وتسترعي النظر بين مدن الهند المختلفة. شوارعها منظمة مفصولة وواسعة، وهي مقصد سياحي شهير في ولاية راجاستان وفي الهند كلها.

## النقل
يقع مطار جَيبور الدولي في ضاحية سانجانير على بعد حوالي 13 كم من وسط المدينة. إنه المطار الدولي الوحيد في الولاية، ويقبل الرحلات الجوية المحلية إلى المدن الرئيسية في الدولة، ويتم تنفيذ الرحلات الدولية إلى دبي ومسقط وما إلى ذلك.
نظام مترو أنفاق جَيبور قيد الإنشاء. تم افتتاح الخط الأول في 3 يونيو 2015. تعمل المدينة كمقر للمنطقة الشمالية الغربية للسكك الحديدية الهندية ، وترتبط جَيبور بشكل ملائم عن طريق السكك الحديدية بالمدن الرئيسية في شمال البلاد، الطريق السريع الوطني رقم 8 يربط جَيبور مع دلهي وبومباي، الطريق السريع رقم 12 مع مدينة كوتا ، رقم 11 مع بيكانير وأغرا.

## ثقافة
منذ عام 2006 ، استضافت المدينة مهرجان جَيبور الأدبي.

## المعالم السياحية

### أحد قصور جَيبور
تقع مناطق الجذب السياحي في جَيبور بشكل رئيسي في المدينة المسورة. أفضل طريقة لاستكشاف المدينة هي سيرًا على الأقدام.

### قصر المدينة
قصر المهراجا السابق، الذي يحتل الجزء السابع من المدينة القديمة المسورة، هو مزيج من أسلوبين معماريين - راجبوت (راجاستان) وموغال (موغال). يضم المجمع شاندرا محل ومعبد شري جوفيند ديف ومتحف قصر المدينة. يضم القصر متحفًا به مجموعة ممتازة من الأزياء والأسلحة، ومعرضًا فنيًا مع مجموعة من المنمنمات والسجاد.

### المنطار جانتار
أكبر المراصد الخمسة التي بناها ساواي جاي سينغ في خمس مدن مختلفة في الهند.يحتوي المرصد على أدوات تمثل ذروة الفن الفلكي في العصور الوسطى.

### هوا محل
يعد قصر الرياح جَيبور أحد أفضل مناطق الجذب السياحي في شمال الهند.
قصر المهراجا
أصبح هوا محل أو قصر الرياح رمزًا لجَيبور. مبنى من الحجر الوردي من خمسة طوابق بُني عام 1799 ومزين بأعمدة وشرفات حواء محل هو جزء من مجمع قصور المدينة، والذي يضم أيضًا مبارك محل ، قصر الضيف، الذي بني في نهاية القرن التاسع عشر.

## المناخ
يظهر الجدول التالي التغييرات المناخية على مدار السنة لجَيبور:
| البيانات المناخية لـجايبور                                               | البيانات المناخية لـجايبور | البيانات المناخية لـجايبور | البيانات المناخية لـجايبور | البيانات المناخية لـجايبور | البيانات المناخية لـجايبور | البيانات المناخية لـجايبور | البيانات المناخية لـجايبور | البيانات المناخية لـجايبور | البيانات المناخية لـجايبور | البيانات المناخية لـجايبور | البيانات المناخية لـجايبور | البيانات المناخية لـجايبور | البيانات المناخية لـجايبور |
| الشهر                                                                    | يناير                      | فبراير                     | مارس                       | أبريل                      | مايو                       | يونيو                      | يوليو                      | أغسطس                      | سبتمبر                     | أكتوبر                     | نوفمبر                     | ديسمبر                     | المعدل السنوي              |
| ------------------------------------------------------------------------ | -------------------------- | -------------------------- | -------------------------- | -------------------------- | -------------------------- | -------------------------- | -------------------------- | -------------------------- | -------------------------- | -------------------------- | -------------------------- | -------------------------- | -------------------------- |
| الدرجة القصوى °م (°ف)                                                    | 31.7 (89.1)                | 36.7 (98.1)                | 42.8 (109.0)               | 44.9 (112.8)               | 48.5 (119.3)               | 47.2 (117.0)               | 46.7 (116.1)               | 41.7 (107.1)               | 41.7 (107.1)               | 40.0 (104.0)               | 36.1 (97.0)                | 31.3 (88.3)                | 48.5 (119.3)               |
| متوسط درجة الحرارة الكبرى °م (°ف)                                        | 22.4 (72.3)                | 25.0 (77.0)                | 31.0 (87.8)                | 37.1 (98.8)                | 40.3 (104.5)               | 39.3 (102.7)               | 34.1 (93.4)                | 32.4 (90.3)                | 33.8 (92.8)                | 33.6 (92.5)                | 29.2 (84.6)                | 24.4 (75.9)                | 31.9 (89.4)                |
| المتوسط اليومي °م (°ف)                                                   | 15.4 (59.7)                | 17.9 (64.2)                | 23.5 (74.3)                | 29.5 (85.1)                | 33.1 (91.6)                | 33.4 (92.1)                | 30 (86)                    | 28.6 (83.5)                | 28.5 (83.3)                | 26.5 (79.7)                | 21.5 (70.7)                | 16.8 (62.2)                | 25.4 (77.7)                |
| متوسط درجة الحرارة الصغرى °م (°ف)                                        | 8.4 (47.1)                 | 10.8 (51.4)                | 16.0 (60.8)                | 21.8 (71.2)                | 25.9 (78.6)                | 27.4 (81.3)                | 25.8 (78.4)                | 24.7 (76.5)                | 23.2 (73.8)                | 19.4 (66.9)                | 13.8 (56.8)                | 9.2 (48.6)                 | 18.9 (66.0)                |
| أدنى درجة حرارة °م (°ف)                                                  | −2.2 (28.0)                | −2.2 (28.0)                | 3.3 (37.9)                 | 9.4 (48.9)                 | 15.6 (60.1)                | 19.1 (66.4)                | 20.6 (69.1)                | 18.9 (66.0)                | 15.0 (59.0)                | 11.1 (52.0)                | 3.3 (37.9)                 | 0.0 (32.0)                 | −2.2 (28.0)                |
| الهطول مم (إنش)                                                          | 7.0 (0.28)                 | 10.6 (0.42)                | 3.1 (0.12)                 | 4.9 (0.19)                 | 17.9 (0.70)                | 63.4 (2.50)                | 223.3 (8.79)               | 205.9 (8.11)               | 66.3 (2.61)                | 25.0 (0.98)                | 3.9 (0.15)                 | 4.2 (0.17)                 | 635.4 (25.02)              |
| متوسط الأيام الممطرة                                                     | 0.6                        | 1.0                        | 0.4                        | 0.7                        | 1.4                        | 3.9                        | 11.2                       | 10.0                       | 3.8                        | 1.3                        | 0.4                        | 0.4                        | 35.2                       |
| المصدر: India Meteorological Department (record high and low up to 2010) |                            |                            |                            |                            |                            |                            |                            |                            |                            |                            |                            |                            |                            |

## توأمة
لجَيبور اتفاقيات توأمة مع كل من:
- كالغاري
- فريمونت
- دودوما
- بورت لويس
- لاغوس

## أعلام
- انشو جين
- إندر كومار
- ماهيش جوشي
- أمريتا براكاش
- أشيش شارما
- بايرون سينغ شيخاوات